# FanMail
A FanMail a TLC amerikai R&B-együttes harmadik albuma. 1999-ben jelent meg, ezen szerepel az együttes egyik legismertebb dala, a No Scrubs.

## Felvételek
Az album megjelenése előtt a TLC különböző gondjai miatt éveken át távol maradt a zeneipartól. 1995. július 3-án csődeljárást indítottak. 1998-ban kezdték meg az album felvételeit. Ahogy előző albumuknál, a CrazySexyCoolnál is (1994), az együttes Babyface-szel, Dallas Austinnal és Jermaine Duprival dolgozott együtt. A megjelenést 1998. november 10-re tervezték, de csak 1999. február 23-án került rá sor. A FanMail megjelent explicit változatban és cenzúrázottban is, utóbbiból egyes trágár szavakat, szexuális töltetű megjegyzéseket és faji jelzőket eltávolítottak. Az albumot mindazoknak dedikálták, akik valaha is rajongói levelet küldtek az együttesnek; erre utal a cím is, ami Lisa Lopes ötlete volt, ahogy az előző két albumé is.
Az album az ezekben az években népszerű futurisztikus stílusban készült. Ezt hangsúlyozza a borító is, melyen bináris kód látható, és az együttes tagjainak arca fémet idéző kékes bőrszínnel. A kihajtható borítón poszter látható és több ezer ember neve, akik levelet küldtek az együttesnek. Az albumon több számban megszólal egy Vic-E nevű android, aki a FanMail turnén is megjelent.

## Fogadtatása
A FanMail pozitív fogadtatásban részesült a kritikusoktól. A Rolling Stone magazin szerint „egyenlő arányban van meg benne az acélkemény csaj és az édes fekete lány, az őrült és az álmodozó romantikus, az énközpontú karrierista és a spirituális földanya”. A 42. Grammy-díjkiosztón nyolc jelölést kapott az album. A No Scrubs elnyerte a díjat a legjobb R&B-dal és a legjobb R&B-ének duótól vagy együttestől kategóriában, maga az album pedig a legjobb R&B-album kategóriában.
Az album világszerte sikert aratott. Az Egyesült Államokban a Billboard 200 és a Billboard Top R&B/Hip-Hop albumslágerlista első helyén nyitott, az első héten körülbelül 318 000 példányban kelt el. Öt hétig állt az első helyen; először Britney Spears …Baby One More Time című albumát szorította le az első helyről március 13-án, de Spears április 9-én visszaszerezte a vezető pozíciót, majd Nas I Am… című albumától vette át az első helyet május 8-án, és ismét az első helyen állt május 14-ig, amikor a Ruff Ryders Ryde or Die Vol. 1 című albuma váltotta. Az USA-ban 4,2 millió, világszerte 11 millió példányban kelt el, és hatszoros platinalemez lett. Az Egyesült Államokon kívül is a top 20-ba került a legtöbb slágerlistán, amin szerepelt; az Egyesült Királyságban, Kanadában és Új-Zélandon a top 10-be.
Az album első kislemeze, a No Scrubs az együttes egyik legnagyobb sikere lett. Az első helyre került a Billboard Hot 100 és Hot R&B/Hip-Hop Singles & Tracks slágerlistákon is, négy hétig állt az élen, és az 1999-es év végi összesített slágerlistán a 2. helyre sorolták. Az Unpretty a Hot 100-on szintén az első helyre került, az R&B/hiphop listán a 4. helyig jutott. A Dear Lie nem került fel az első ötvenbe a Hot 100-on.

## Dallista
| #               | Cím                                  | Szerzők | Producer               | Hossz |
| --------------- | ------------------------------------ | --- | ---------------------- | ----- |
| 1.              | FanMail                              | Dallas Austin | Cyptron                | 3:59  |
| 2.              | The Vic-E Interpretation – Interlude | Austin | Cyptron                | 0:18  |
| 3.              | Silly Ho                             | Austin | Cyptron                | 4:15  |
| 4.              | Whispering Playa – Interlude         | Austin, Marshall Lorenzo Martin | Austin                 | 0:52  |
| 5.              | No Scrubs                            | Kevin „Shekspere” Briggs, Kandi Burruss, Tameka Cottle | Briggs                 | 3:39  |
| 6.              | I'm Good at Being Bad                | James Harris III, Terry Lewis, Tony Tolbert, Watkins, Lopes, Martin, Giorgio Moroder, Pete Bellotte, Donna Summer, Morris Dickerson, Charles Miller, Sylvester Allen, Harold Brown, Howard Scott, Lee Oskar, Leroy Jordan | Harris, Lewis          | 4:39  |
| 7.              | If They Knew                         | Ricciano Lumpkins, Lopes, Martin, Watkins | Austin, Lumpkins       | 4:04  |
| 8.              | I Miss You So Much                   | Babyface, Daryl Simmons | Babyface, Simmons      | 4:59  |
| 9.              | Unpretty                             | Austin, Watkins | Watkins                | 4:38  |
| 10.             | My Life                              | Jermaine Dupri, Tamara Savage, Lopes, Martin | Dupri, Carl So Lowe    | 4:00  |
| 11.             | Shout                                | Austin, Lopes, Martin, Watkins | Austin                 | 3:57  |
| 12.             | Come On Down                         | Diane Warren | Debra Killings, Austin | 4:18  |
| 13.             | Dear Lie                             | Babyface, Watkins | Babyface               | 5:10  |
| 14.             | Communicate – Interlude              | Austin | Austin                 | 0:51  |
| 15.             | Lovesick                             | Austin, Thomas | Austin                 | 3:51  |
| 16.             | Automatic                            | Austin | Austin                 | 4:38  |
| 17.             | Don't Pull Out on Me Yet             | Austin | Austin                 | 4:33  |
| Japán bónuszdal |                                      | |                        |       |
| 18.             | U in Me                              | Austin | Austin                 | 3:50  |

Nem került fel az albumra
- I Need That (3:52); az együttes ízelítőként tette közzé az interneten, végül azonban nem került fel az albumra. Szerzői R. Lumpkins, L. Lopes és S. Chunn, producere Ricciano Lumpkins.
- Let's Just Do It (4:47); Left Eye dala, T-Boz háttérvokáljával. Remixelt változata Left Eye 2009-ben megjelent posztumusz albuma, az Eye Legacy első kislemeze.

## Kislemezek
- Silly Ho (1998. december 29.)
- I'm Good at Being Bad (1999 január)
- No Scrubs (1999. március 23.)
- Unpretty (1999. augusztus 10.)
- Dear Lie (1999. november 30.)

## Főbb közreműködők
- Lisa „Left Eye” Lopes – ének, rap
- Rozonda „Chilli” Thomas – ének
- Tionne „T-Boz” Watkins – ének
- Dallas Austin – elrendezés, producer, executive producer
- Babyface – gitár, akusztikus gitár, billentyűk, dobprogram, producer, executive producer
- Jermaine Dupri – producer, keverés
- Debra Killings – háttérének

## Helyezések
| Slágerlista (1999)                   | Adatszolgáltató | Legmagasabb helyezés | Minősítés       |
| ------------------------------------ | --------------- | -------------------- | --------------- |
| Brit albumslágerlista                | BPI             | 7                    | Platinalemez    |
| USA Billboard 200                    | Billboard       | 1                    | 6× platinalemez |
| USA Billboard Top R&B/Hip-Hop Albums | Billboard       | 1                    | 6× platinalemez |
| Új-zélandi albumslágerlista          | RIANZ           | 6                    |                 |